# Individuell visningsersättning
Individuell visningsersättning är ett generellt statligt konstnärsstöd i Sverige som ger ersättning till bild- och formkonstnärer vilkas konstverk i offentlig ägo visas offentligt, t.ex. genom att ha placerats på en allmän plats. Ersättningen är det konstnärsstöd som har störst bredd och som når flest konstnärer. Individuell visningsersättning föreslogs av 1995 års kulturutredning och infördes efter ett riksdagsbeslut 1997. Bidraget fördelas årligen av Bildupphovsrätt i Sverige, BUS. Under 2013 uppgick den totala ersättningen till cirka 35 miljoner kronor. För 2016 har BUS äskat 50 miljoner kronor. 
Syftet med individuell visningsersättning är att ge bildkonstnärerna ekonomisk och arbetsmässig trygghet. Det är en kompensation för att konstnären, enligt en inskränkning i upphovsrättslagen, inte har rätt att ta betalt när överlåtna konstverk visas offentligt. Man kan jämföra individuell visningsersättning med den s.k. biblioteksersättning som författare får när deras böcker lånas ut på offentliga bibliotek.
Ersättningen fördelas enligt ett poängsystem baserat på inköpspriset och den offentliga miljö verket är placerat i. Offentliga miljöer med en större genomströmning av människor resulterar i en högre ersättningsnivå.